# Spiraea blumei
Spiraea blumei là loài thực vật có hoa trong họ Hoa hồng. Loài này được G. Don miêu tả khoa học đầu tiên năm 1832.

## Hình ảnh

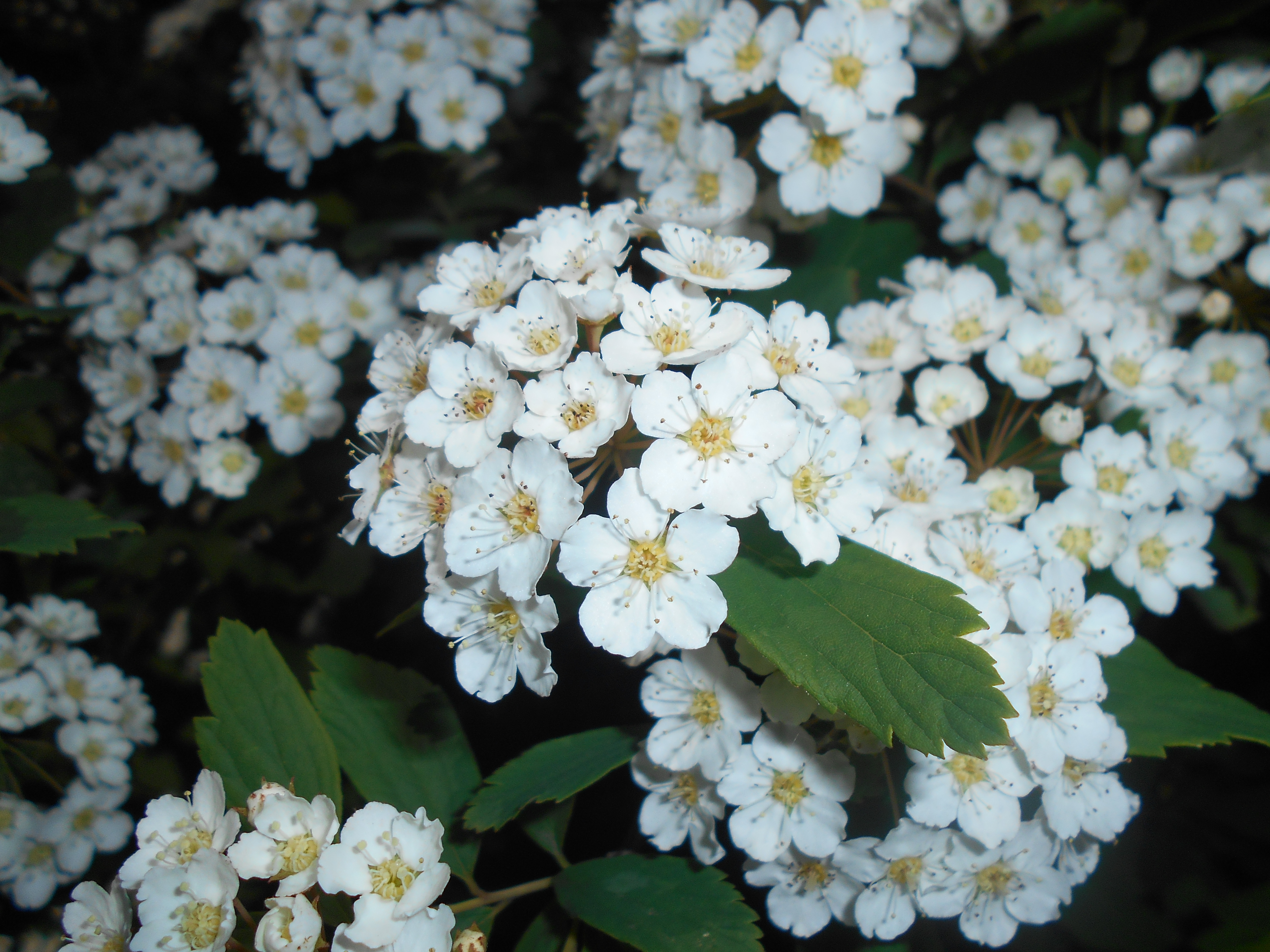
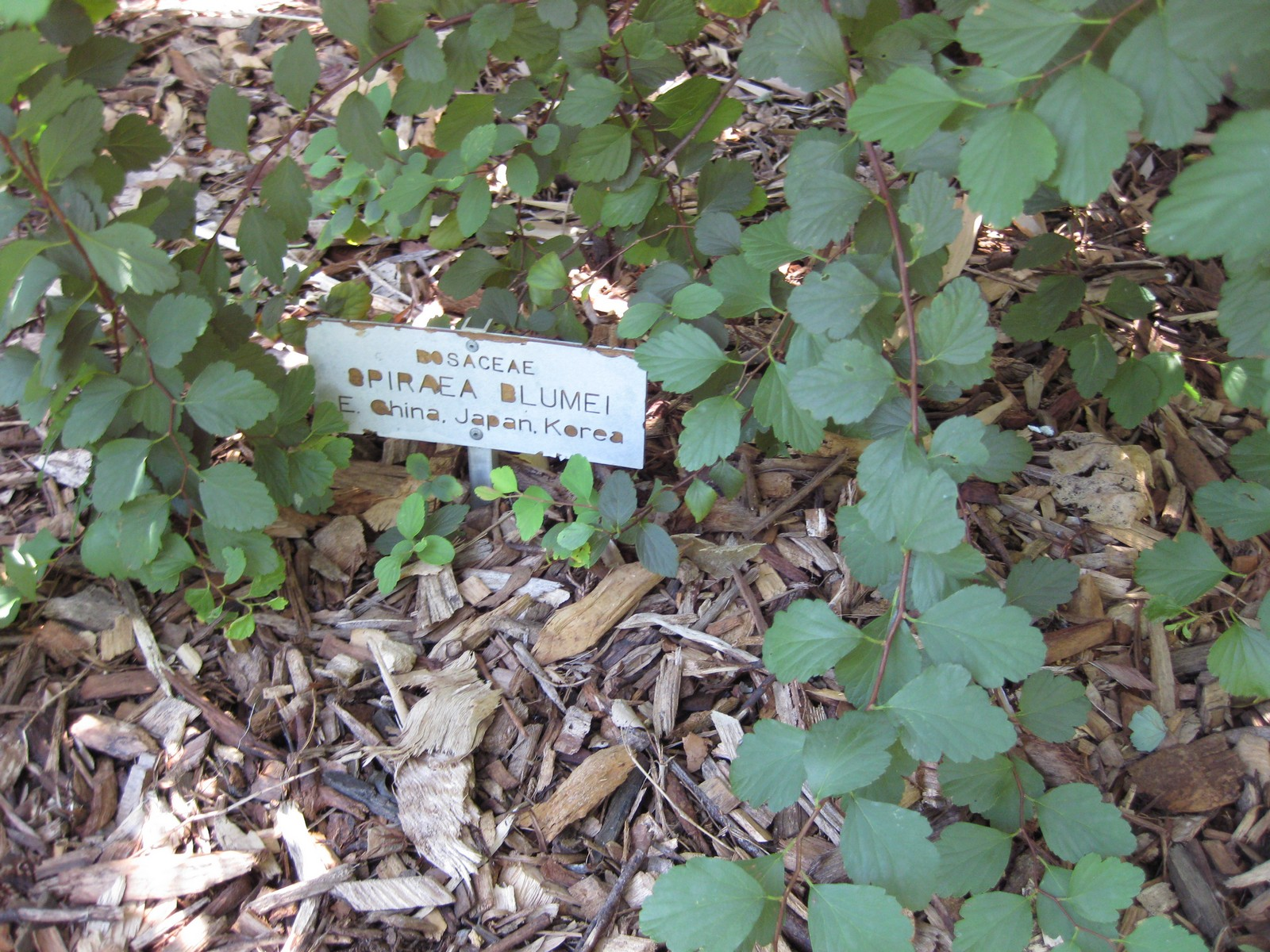
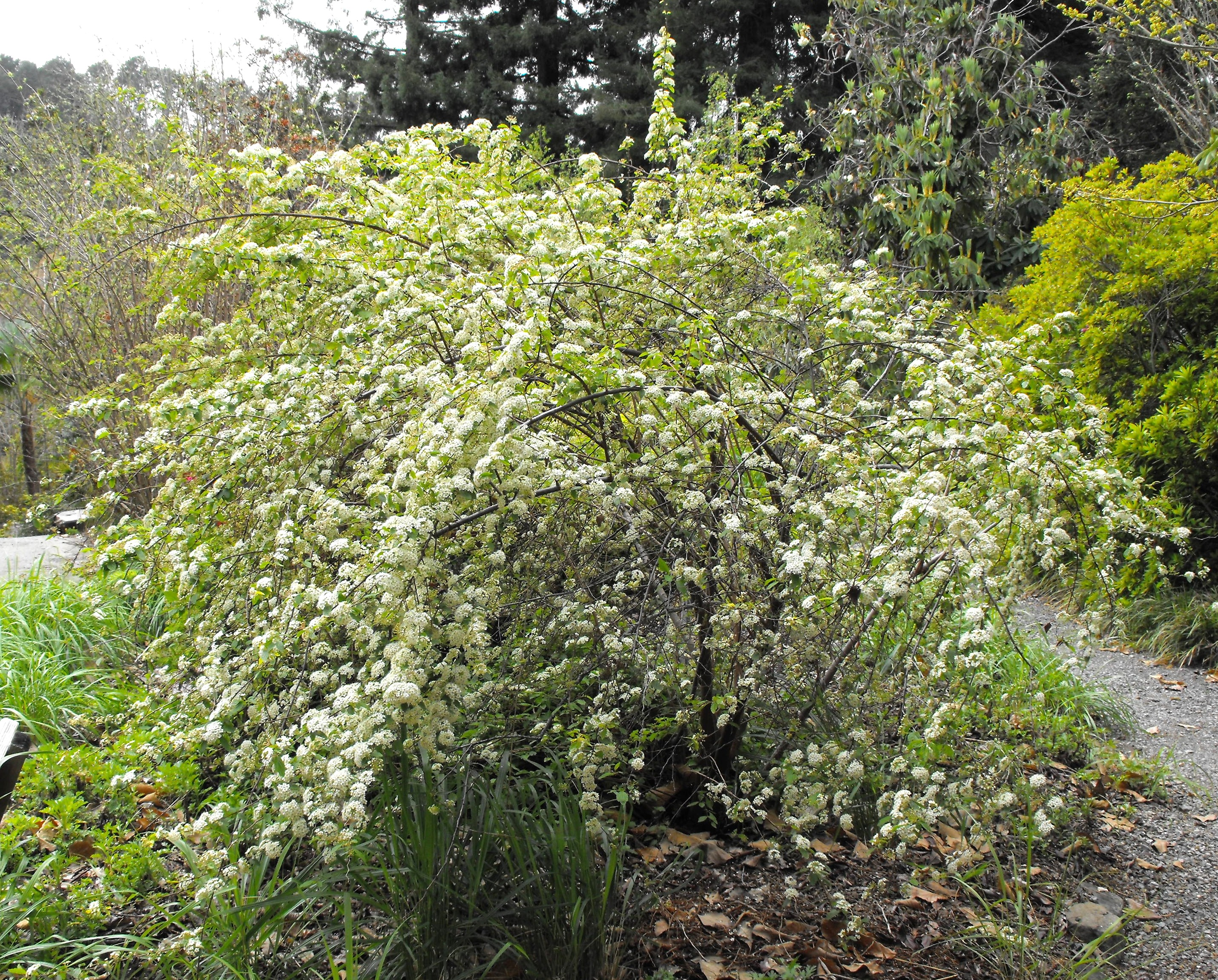